# Lijst van nummer 1-hits in Polen in 2021
Deze hits stonden in 2021 op nummer 1 in de Polish Airplay Chart, de bekendste hitlijst in Polen.
| Datum        | Artiest                                  | Titel                         |
| ------------ | ---------------------------------------- | ----------------------------- |
| 2 januari    | Robin Schulz & KIDDO                     | All We Got                    |
| 9 januari    | Robin Schulz & KIDDO                     | All We Got                    |
| 16 januari   | Robin Schulz & KIDDO                     | All We Got                    |
| 23 januari   | Robin Schulz & KIDDO                     | All We Got                    |
| 30 januari   | Robin Schulz & KIDDO                     | All We Got                    |
| 6 februari   | Gromee & Ásdís                           | Worth It                      |
| 13 februari  | The Weeknd                               | Save Your Tears               |
| 20 februari  | Jason Derulo & Nuka                      | Love Not War (The Tampa Beat) |
| 27 februari  | Vinai & Le Pedre                         | I Was Made                    |
| 6 maart      | Sanah & Vito Bambino                     | Ale jazz!                     |
| 13 maart     | Sanah & Vito Bambino                     | Ale jazz!                     |
| 20 maart     | Sanah & Vito Bambino                     | Ale jazz!                     |
| 27 maart     | Sanah & Vito Bambino                     | Ale jazz!                     |
| 3 april      | Sanah & Vito Bambino                     | Ale jazz!                     |
| 10 april     | Ofenbach & Lagique                       | Wasted Love                   |
| 17 april     | Riton & Nightcrawlers & Mufasa & Hypeman | Friday (Dopamine Re-Edit)     |
| 24 april     | Foothills & Badjack & Kheela             | I Got Me                      |
| 1 mei        | Toby Romeo & Felix Jaehn & Faulhaber     | Where the Lights Are Low      |
| 8 mei        | Jason Derulo & Adam Levine               | Lifestyle                     |
| 15 mei       | Shanguy & Mark Neve                      | Kalima minou                  |
| 22 mei       | Majestic & Boney M.                      | Rasputin                      |
| 29 mei       | Shanguy & Mark Neve                      | Kalima minou                  |
| 5 juni       | Imagine Dragons                          | Follow You                    |
| 12 juni      | Imagine Dragons                          | Follow You                    |
| 19 juni      | Olivia Addams                            | Stranger                      |
| 26 juni      | Olivia Addams                            | Stranger                      |
| 3 juli       | Olivia Addams                            | Stranger                      |
| 10 juli      | Olivia Addams                            | Stranger                      |
| 17 juli      | Olivia Addams                            | Stranger                      |
| 24 juli      | Olivia Addams                            | Stranger                      |
| 31 juli      | Olivia Addams                            | Stranger                      |
| 7 augustus   | Ed Sheeran                               | Bad Habits                    |
| 14 augustus  | Ed Sheeran                               | Bad Habits                    |
| 21 augustus  | Ed Sheeran                               | Bad Habits                    |
| 28 augustus  | Męskie Granie Orkiestra 2021             | I Ciebie też, bardzo          |
| 4 september  | Męskie Granie Orkiestra 2021             | I Ciebie też, bardzo          |
| 11 september | Ed Sheeran                               | Bad Habits                    |
| 18 september | Męskie Granie Orkiestra 2021             | I Ciebie też, bardzo          |
| 25 september | Męskie Granie Orkiestra 2021             | I Ciebie też, bardzo          |
| 2 oktober    | Dawid Kwiatkowski                        | Proste                        |
| 9 oktober    | Sanah                                    | Ten stan                      |
| 16 oktober   | Sanah                                    | Ten stan                      |
| 23 oktober   | The Kid Laroi & Justin Bieber            | Stay                          |
| 30 oktober   | The Kid Laroi & Justin Bieber            | Stay                          |
| 6 november   | Elton John & Dua Lipa                    | Cold Heart (Pnau remix)       |
| 13 november  | Elton John & Dua Lipa                    | Cold Heart (Pnau remix)       |
| 20 november  | Elton John & Dua Lipa                    | Cold Heart (Pnau remix)       |
| 27 november  | Lost Frequencies & Calum Scott           | Where Are You Now             |
| 4 december   | Daria                                    | Paranoia                      |
| 11 december  | Daria                                    | Paranoia                      |
| 18 december  | Daria                                    | Paranoia                      |
| 25 december  | Daria                                    | Paranoia                      |